# Marc Shaiman
Marc Shaiman (* 22. října 1959, Newark, New Jersey, Spojené státy americké) je americký hudební skladatel, textař, aranžér a herec ve filmu, televizi a divadle. Získal cenu Tony, Grammy, Emmy a byl nominován na Oscara.

## Osobní život
Narodil se v Newarku v New Jersey jako syn Claire (rozené Goldfein) a Williama Roberta Shaimanových. Chodil na střední školu Scotch Plains-Fanwood High School. Žije v Los Angeles a New York City. Shaiman a Scott Wittman jsou od roku 1979 partneři pracovní i životní.

## Filmografie
- Vysíláme zprávy (1987)
- Kšeft za všechny prachy (1988)
- Osudové pláže (1988)
- Když Harry potkal Sally (1989)
- Misery nechce zemřít (1990)
- Taková normální láska (1991)
- Dobrodruzi z velkoměsta (1991)
- Addamsova rodina (1991)
- Žhavé výstřely (1991) (herec)
- For the Boys (1991)
- Sestra v akci (1992)
- Pan Sobota večer (1992)
- Pár správných chlapů (1992)
- Samotář v Seattlu † (1993)
- Srdce a duše (1993)
- Life with Mikey (1993)
- Addamsova rodina 2 (1993)
- Sestra v akci 2: Znovu v černém hábitu (1993)
- Dobrodruzi z velkoměsta II: Legenda o Curlyho zlatě (1994)
- Všude dobře, doma nejlépe (1994)
- Bez řečí (1994)
- To je zábava (1994)
- Stuart Saves His Family (1995)
- Zapomeň na Paříž (1995)
- Americký prezident † (1995)
- Přelud (1996)
- Matka (1996/II)
- Klub odložených žen † (1996)
- Duch minulosti (1996)
- Král džungle (1997)
- Svatba naruby (1997)
- Můj obr (1998)
- Simon Birch (1998)
- Doktor Flastr †(1998)
- Burani ve městě (1999)
- South Park: Peklo na Zemi † (1999)
- The Story of Us (1999)
- Kid (2000)
- Holka jako lusk (2001)
- Začalo to jedné žhavé noci (2001)
- Svatby podle Mary (2001)
- Bowling for Columbine (2002)
- Kašlu na lásku (2003)
- Alex a Emma (2003)
- Marci X (2003)
- Kocour (2003)
- Team America: Světovej policajt
- Co je šeptem... (2005)
- Hairspray (2007)
- Než si pro nás přijde (2007)
- Má mě rád, nemá mě rád (2010)
- Parental Guidance (2012)

† = Nominace na Oscara

## Televize
- Bette Midler - Mondo Beyondo (1982)
- Saturday Night Live (1984–1985)
- Saturday Night Live (1986–1987)
- Comic Relief (1986)
- Billy Crystal: Don't Get Me Started (1986)
- Billy Crystal: Don't Get Me Started - The Lost Minutes (1988)
- I, Martin Short, Goes Hollywood (1989)
- What's Alan Watching? (1989)
- Billy Crystal: Midnight Train To Moscow (1990)
- 62. ročník udílení Oscarů (1990)
- 63. ročník udílení Oscarů (1991)
- 64. ročník udílení Oscarů (1992)
- 65. ročník udílení Oscarů (1993)
- Noční show Jaye Lenoe (1993)
- 69. ročník udílení Oscarů (1997)
- Bette Midler in Concert: Diva Las Vegas (1997)
- 70. ročník udílení Oscarů (1998)
- Noční show Conana O'Briena (1998)
- Show Rosie O'Donnellové (1997)
- Ze Země na Měsíc; část jedenáctá (1998)
- Saturday Night Live - 25. výročí (1999)
- 72. ročník udílení Oscarů (2000)
- South Park - Mr. Hankey's Christmas Classics (1999)
- Get Bruce (1999)
- Jackie's Back (1999)
- Když Harry potkal Sally (2000)
- 61* (2001)
- South Park epizoda - "Cripple Fight" (2001)
- Greg the Bunny (2002)
- Charlie Lawrence (2003)
- The Score s Philem Ramonem (2003)
- 57. ročník udílení cen Tony (2003)
- Bette (2000, 2004)
- 76. ročník udílení Oscarů (2004)
- 77. ročník udílení Oscarů (2005)
- 79. ročník udílení Oscarů (2007)
- 63. ročník udílení cen Tony (2009)
- 61. ročník udílení cen Emmy (2009)
- 82. ročník udílení Oscarů (2010)
- Smash (2012)

## Divadlo
Broadway
- Peter Allen: Up in One (1979)
- Bette! Divine Madness (1980)
- André DeShields's Haarlem Nocturne (1984)
- muzikál Leader of the Pack (1985)
- An Evening with Harry Connick Jr. and Orchestra (1990)
- Patti LuPone on Broadway (1995)
- muzikál Hairspray (2002)
- The Odd Couple (2005)
- Martin Short: Fame Becomes Me (2006)
- muzikál Chyť mě, když to dokážeš (2009)

West End
- muzikál Karlík a továrna na čokoládu (2013)

mimo Broadway
- Dementos - The Production Company
- Livin' Dolls - Manhattan Theatre Club
- Legends - Ahmanson Theatre
- Trilogy of Terror - Club 57
- Non Pasquale - Delacorte Theatre

## Internet
- Prop 8 - The Musical (2008) (skladatel, textař, pianista) v roce 2009 vyhrál cenu "Webby" v kategorii nejlepší komedie: krátká nebo individuální epizoda

## Diskografie

### Mariah Carey
- Merry Christmas II You

### Bette Midler
- Thighs and Whispers
- Mud Will Be Flung Tonight
- Some People's Lives
- Experience the Divine
- Bathhouse Betty

### Harry Connick mladší
- We Are in Love

### Peter Allen
- Making Every Moment Count

### Soundtracky
- Addamsova rodina
- Addamsova rodina 2
- Osudové pláže
- Když Harry potkal Sally
- For the Boys
- Pár správných chlapů
- Sestra v akci
- Samotář v Seattlu
- Všude dobře, doma nejlíp
- Americký prezident
- Burani ve městě
- South Park: Peklo na Zemi
- Mr. Hankey's Christmas Classics
- Druhá šance
- Alex a Emma
- Co je šeptem...
- Hairspray
- Než si pro nás přijde

### Původní broadwayské nahrávky
- muzikál Hairspray
- Martin Short: Fame Becomes Me
- muzikál Chyť mě, když to dokážeš (2011)

## Koncertní/kabaretní práce
- Peter Allen
- Jack Black & Will Ferrell
- Kristin Chenoweth
- Rosemary Clooney
- Harry Connick Jr.
- Billy Crystal
- Christine Ebersole
- Ellen Foley
- Whoopi Goldberg
- Annie Golden
- The Harlettes
- The High-Heeled Women
- Lauryn Hill
- Jennifer Holliday
- Allison Janney
- Laura Kenyon
- Nathan Lane
- Jenifer Lewis
- Ute Lemper
- Darlene Love
- Patti LuPone
- Lypsinka
- Ann Magnuson
- Andrea Martin
- Lonette McKee
- Bette Midler
- Catherine O'Hara
- Sarah Jessica Parker
- Zora Rasmussen
- Ann Reinking
- Debbie Shapiro Gravitte
- Martin Short
- Barbra Streisand
- Donald Trump
- Tracey Ullman
- Luther Vandross
- Bruce Vilanch
- Steven Webber
- Robin Williams
- Raquel Welch